# Kurzspleiß
Der Kurzspleiß dient zum Verbinden von zwei gleichen Enden von gedrehten („geschlagenen“) Tauwerken. Zum Beispiel, wenn ein Ende gebrochen ist. Ein Knoten schwächt die Belastbarkeit eines Tauwerks generell mehr als ein Spleiß. Ein Nachteil des Kurzspleißes ist seine Dicke, die bei laufendem Gut z. B. das Durchrutschen durch einen Block be- oder gar verhindern kann.

## Knüpfen
Es gibt mehrere Variationen einen Kurzspleiß herzustellen. Hier eine Anleitung des Kurzspleißes, die Clifford W. Ashley unter der Nummer #2635 zeigt. Zur besseren Veranschaulichung mit drei verschiedenfarbigen Reepschnüren dargestellt. Dies dient der besseren Darstellung der Verfahrensweise. Diese Art von Kurzspleiße macht man aber logischerweise in gedrehtem oder geschlagenen Tauwerk.

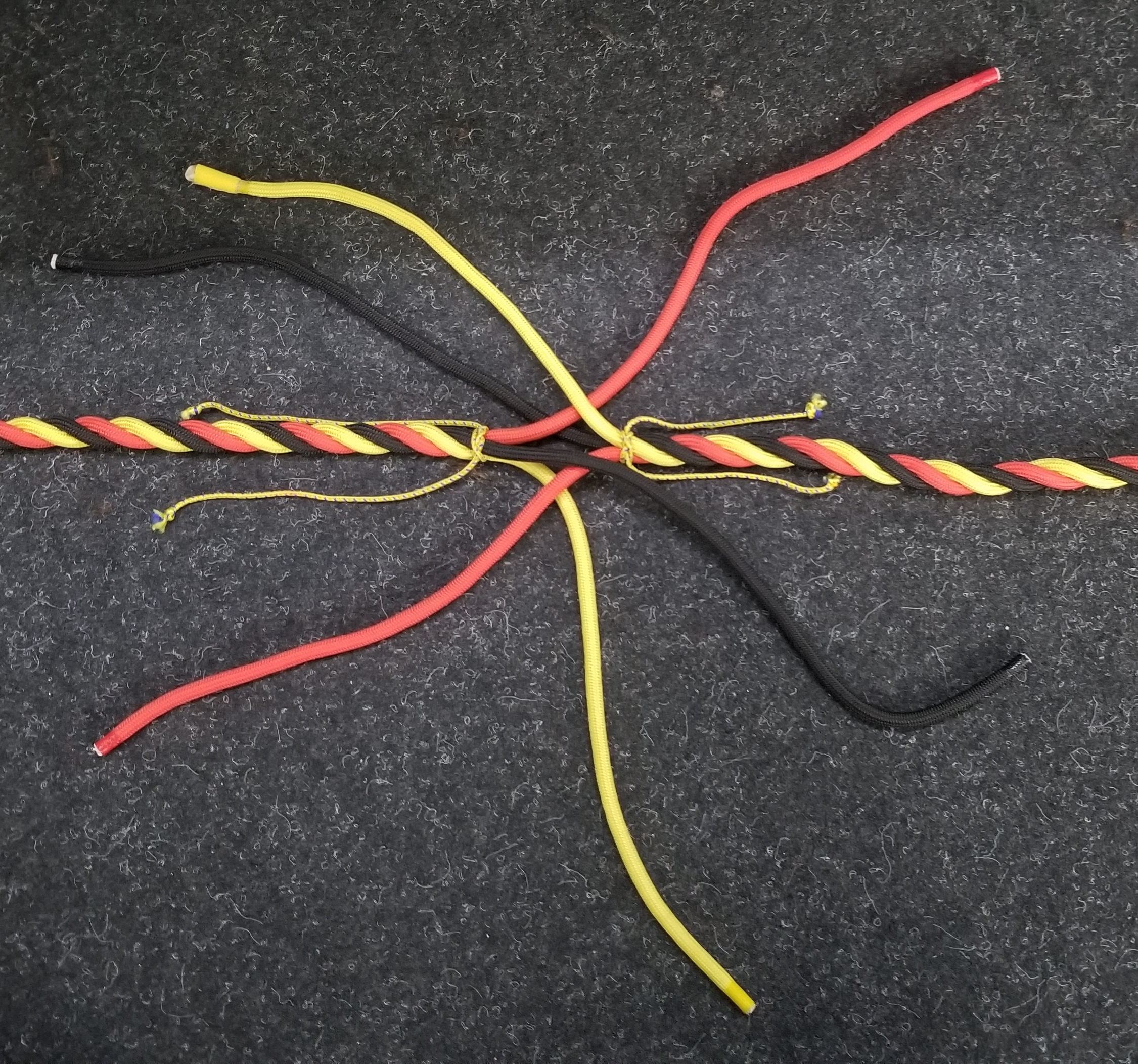
Zuerst werden beide Tampen in die einzelnen Kardeele aufgetrennt. Die Kardeele der beiden Seite werden mit einem Garn gesichert.
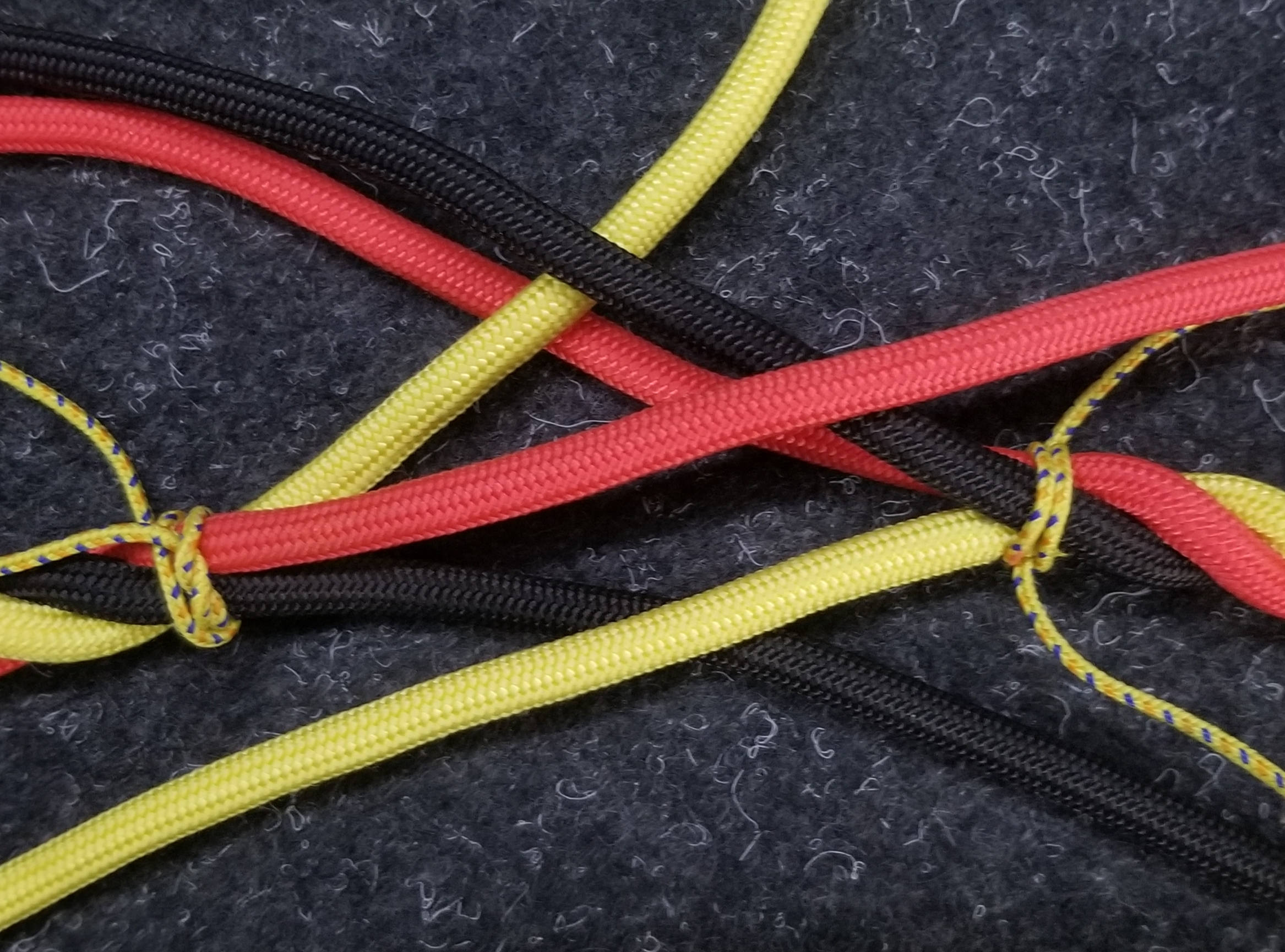
Die beiden Tampen werden so gegeneinander gesteckt, dass je ein Kardeel des einen zwischen zwei Kardeele des anderen Tampens liegt.
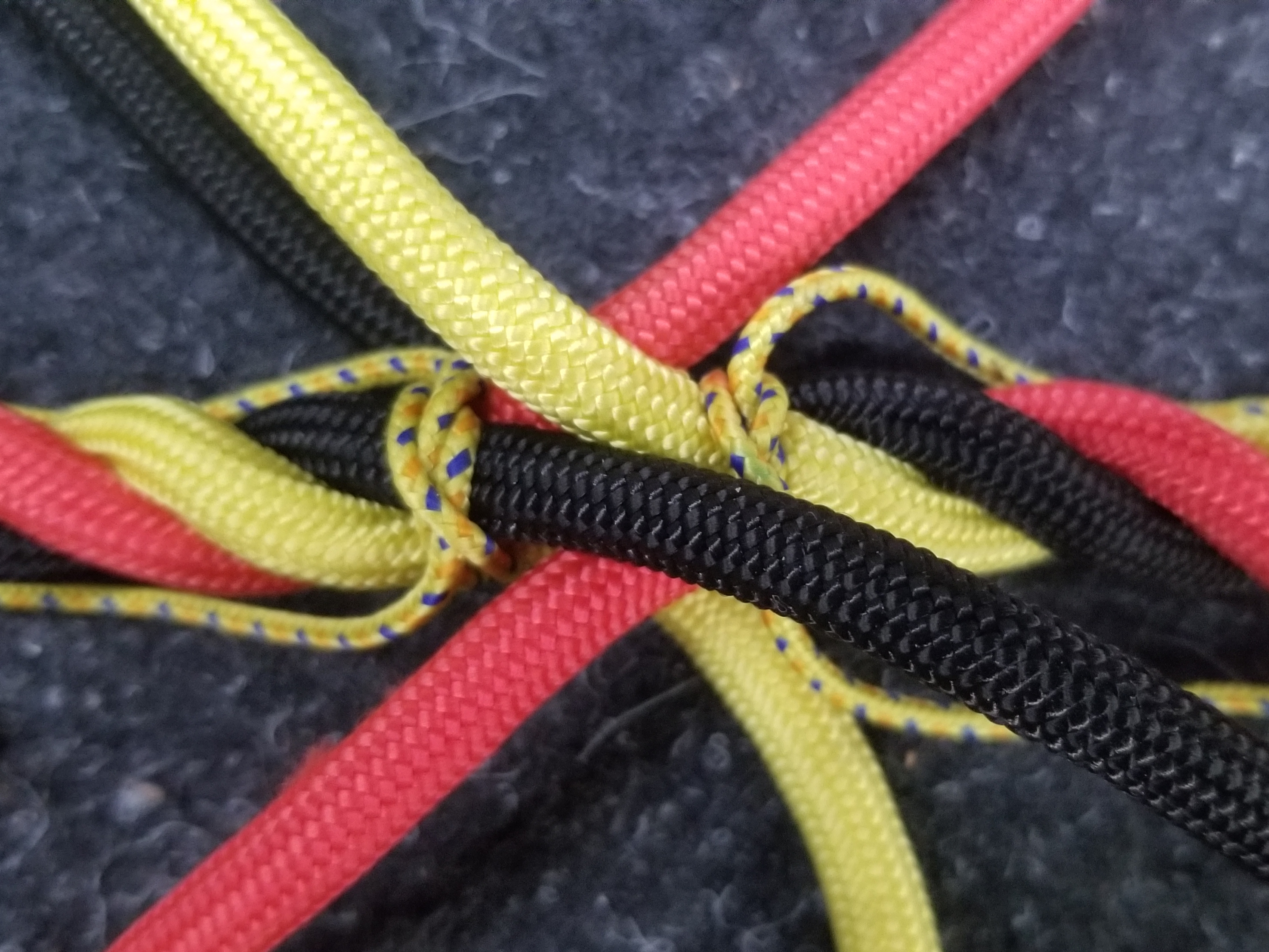
Zur Übersichtlichkeit sind hier drei Farben gewählt und eine Farbe liegt immer zwischen den zwei anderen Farben. Das gelbe Kardeel des rechten Tampen liegt hier zwischen den roten und schwarzen Kardeelen des linken Tampen.
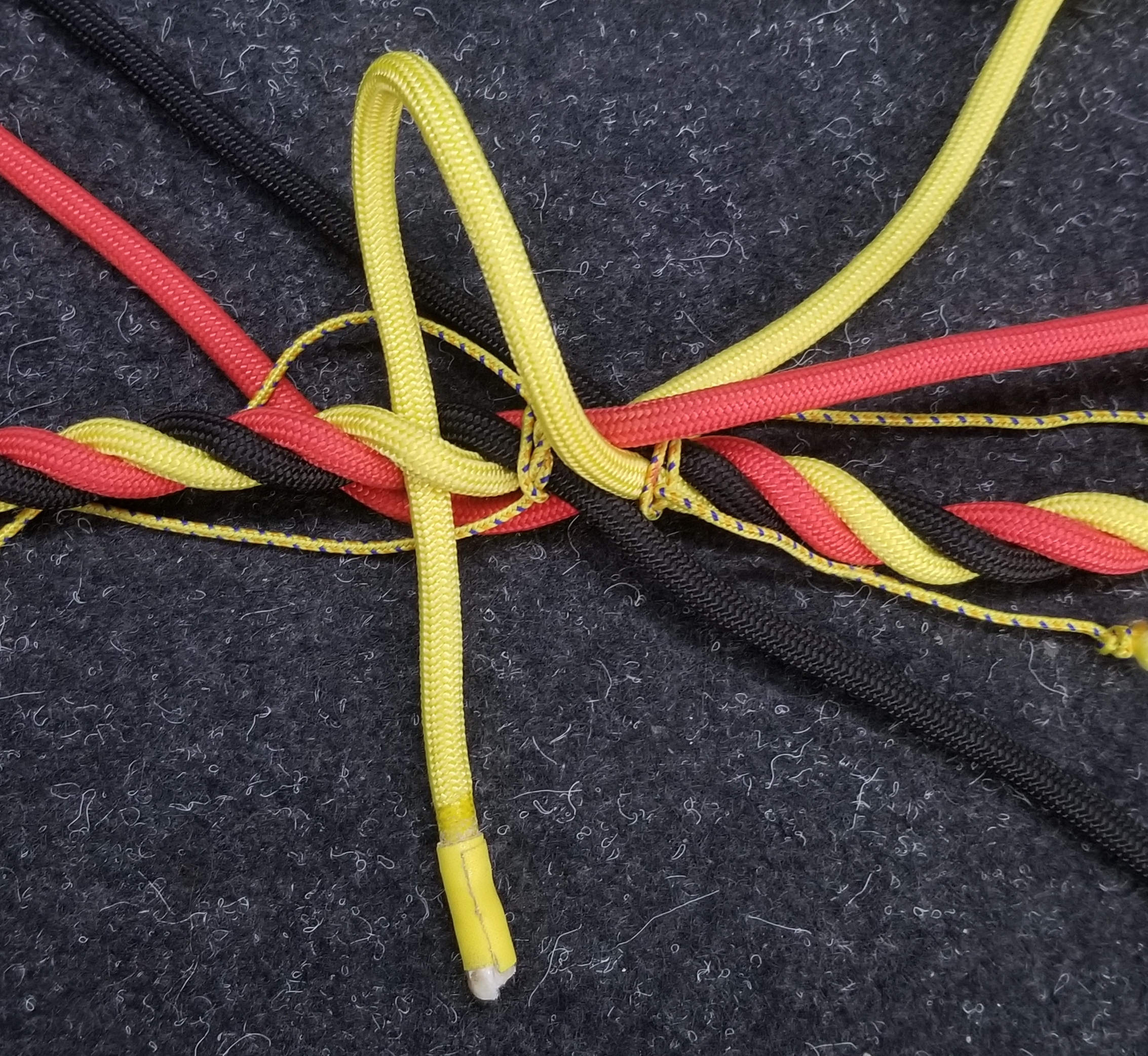
Die Kardeele fahren jetzt nach links über und unter das nächstliegende Kardeel. Hier wird mit dem gelben Kardeel des rechten Kardeels angefangen, dies fährt über das schwarze und unter
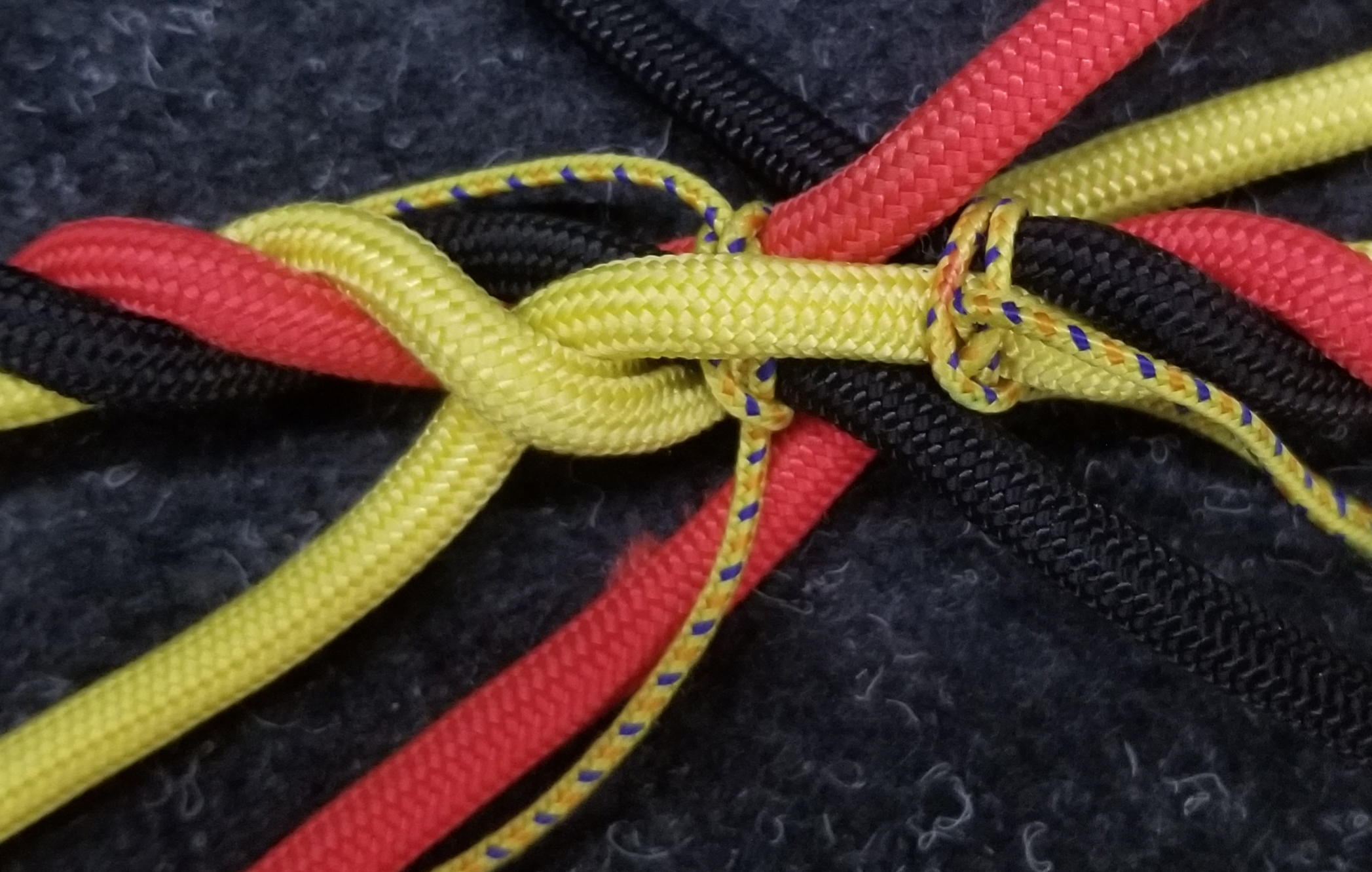
das gelbe Kardeel des linken Tampens.
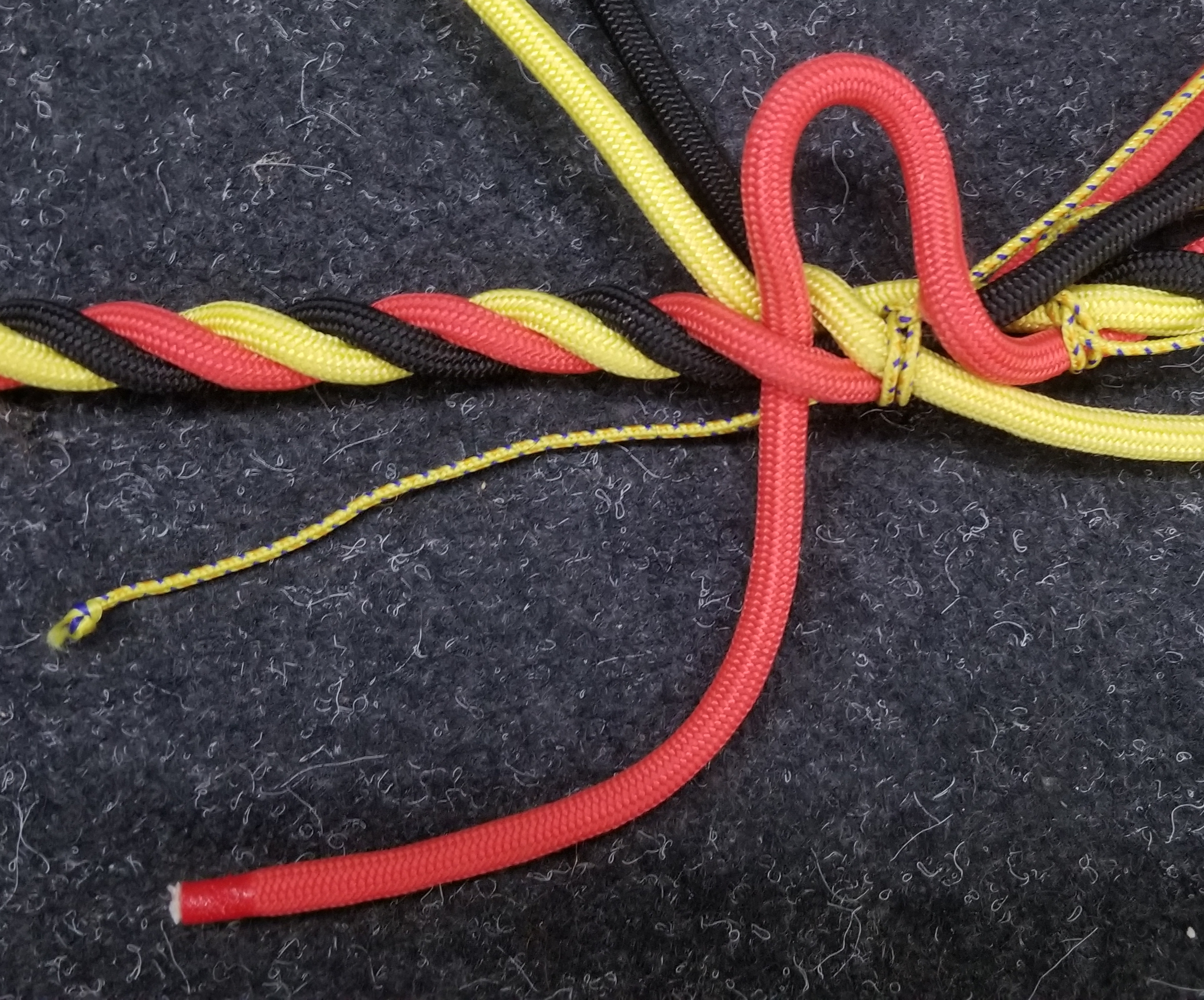
Nun geht es weiter mit dem roten Kardeel des rechten Tampens. Dies fährt über das links liegende gelbe Kardeel des linken Tampens
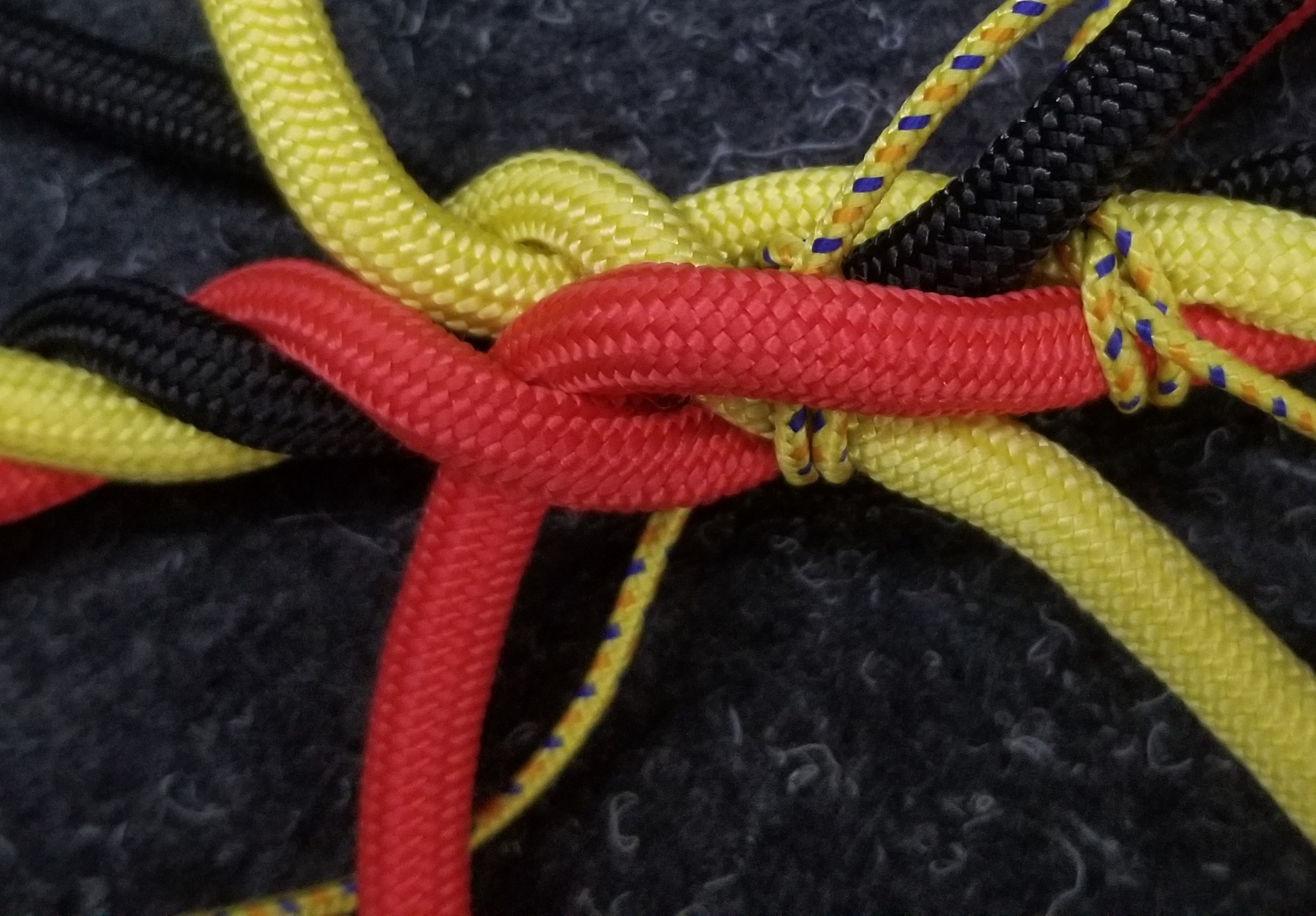
und unter das rote Kardeel.
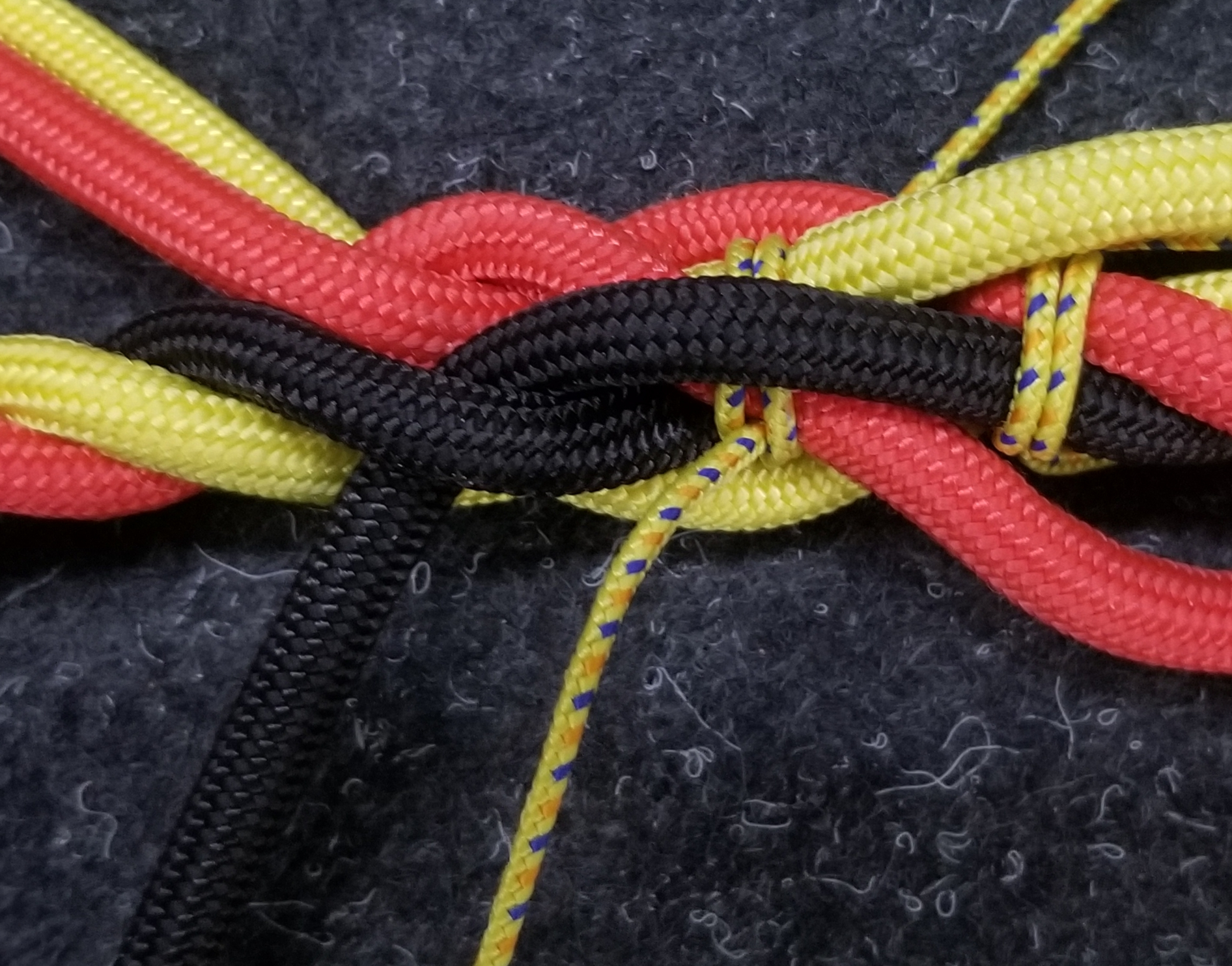
Nun geht es weiter mit dem schwarzen Kardeel des rechten Tampens. Dies fährt über das links liegende rote Kardeel des linken Tampens und unter das schwarze Kardeel. Damit ist der erste Durchgang der linken Seite fertig.
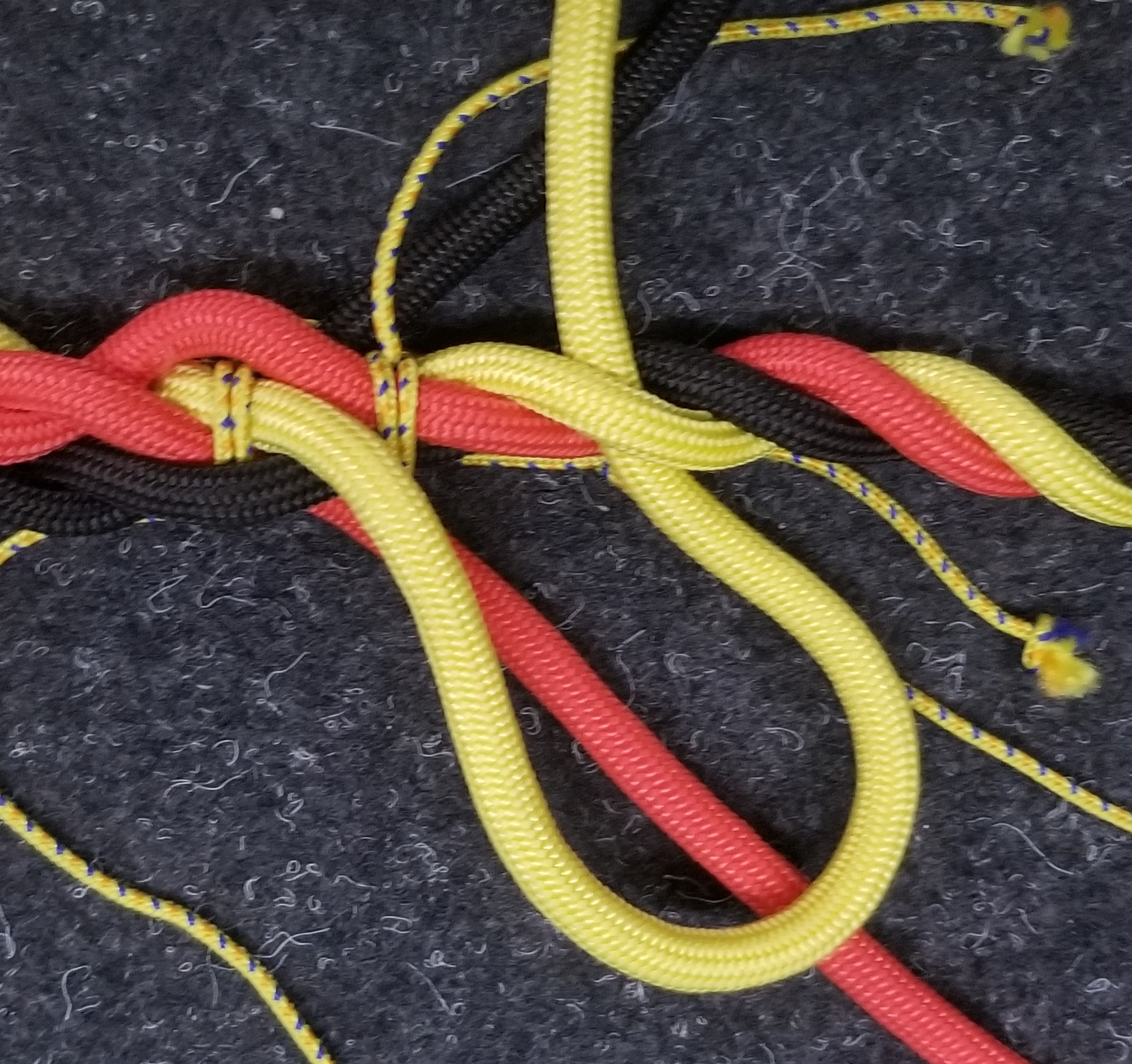
Die Kardeele fahren jetzt nach rechts über und unter das nächstliegende Kardeel. Hier wird mit dem gelben Kardeel des linken Kardeels angefangen, dies fährt über das rote und unter das gelbe Kardeel.
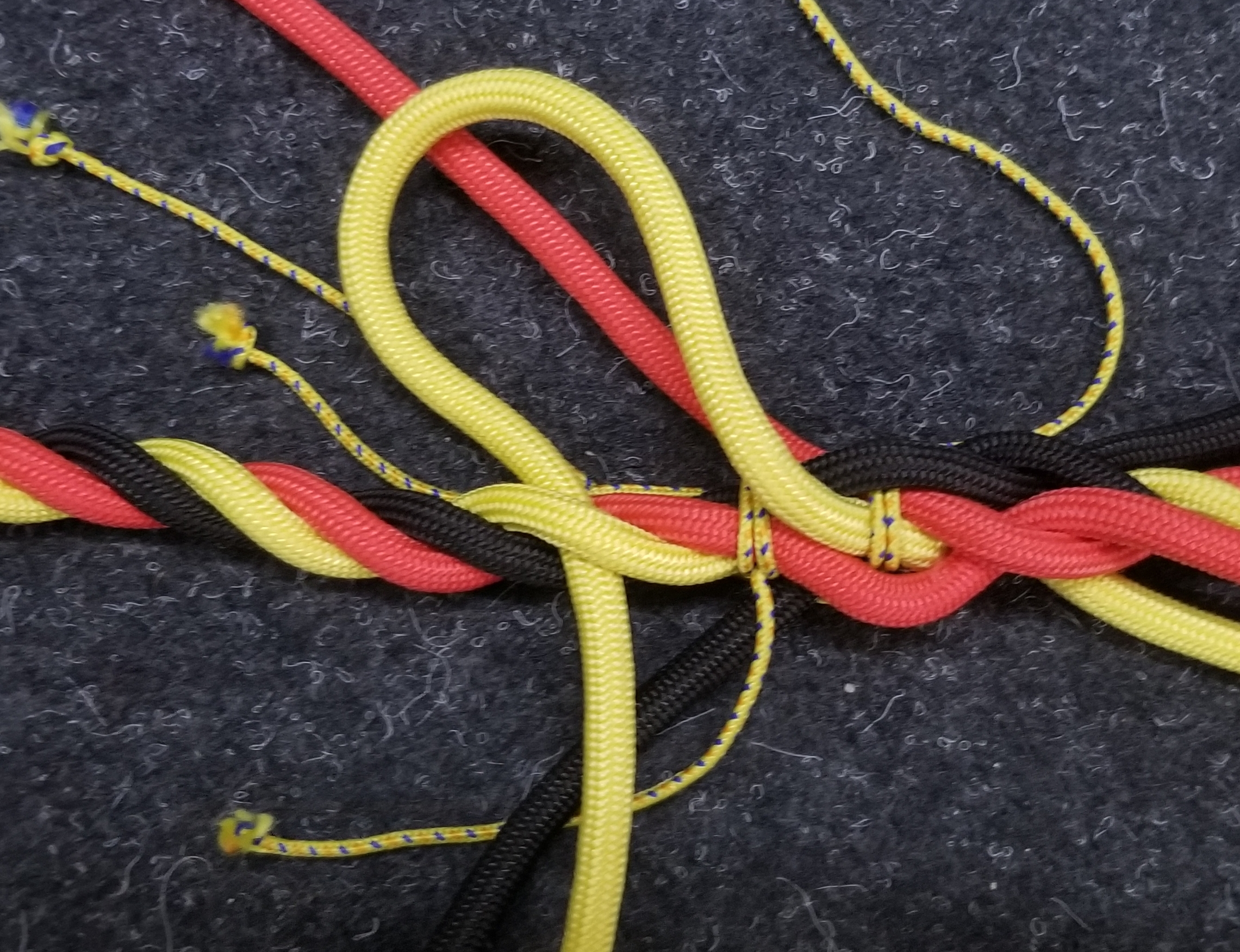
Man kann dies nach rechts fortsetzen, aber auch das Tauwerk um 180° herumdrehen, so dass man in der gleichen Richtung wie zuvor fortfahren kann.
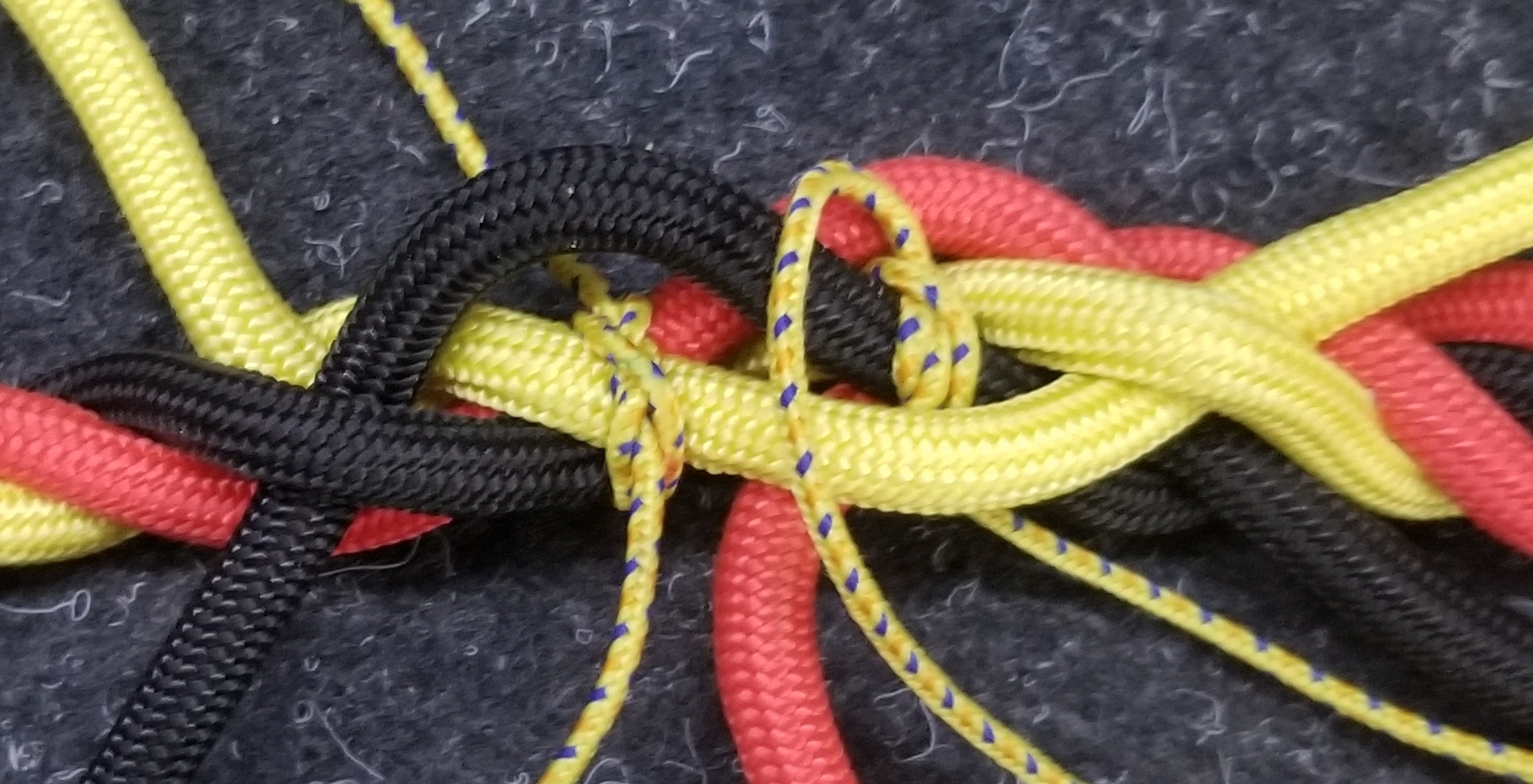
Dann mit dem schwarzen Kardeelüber gelb und unter schwarz.
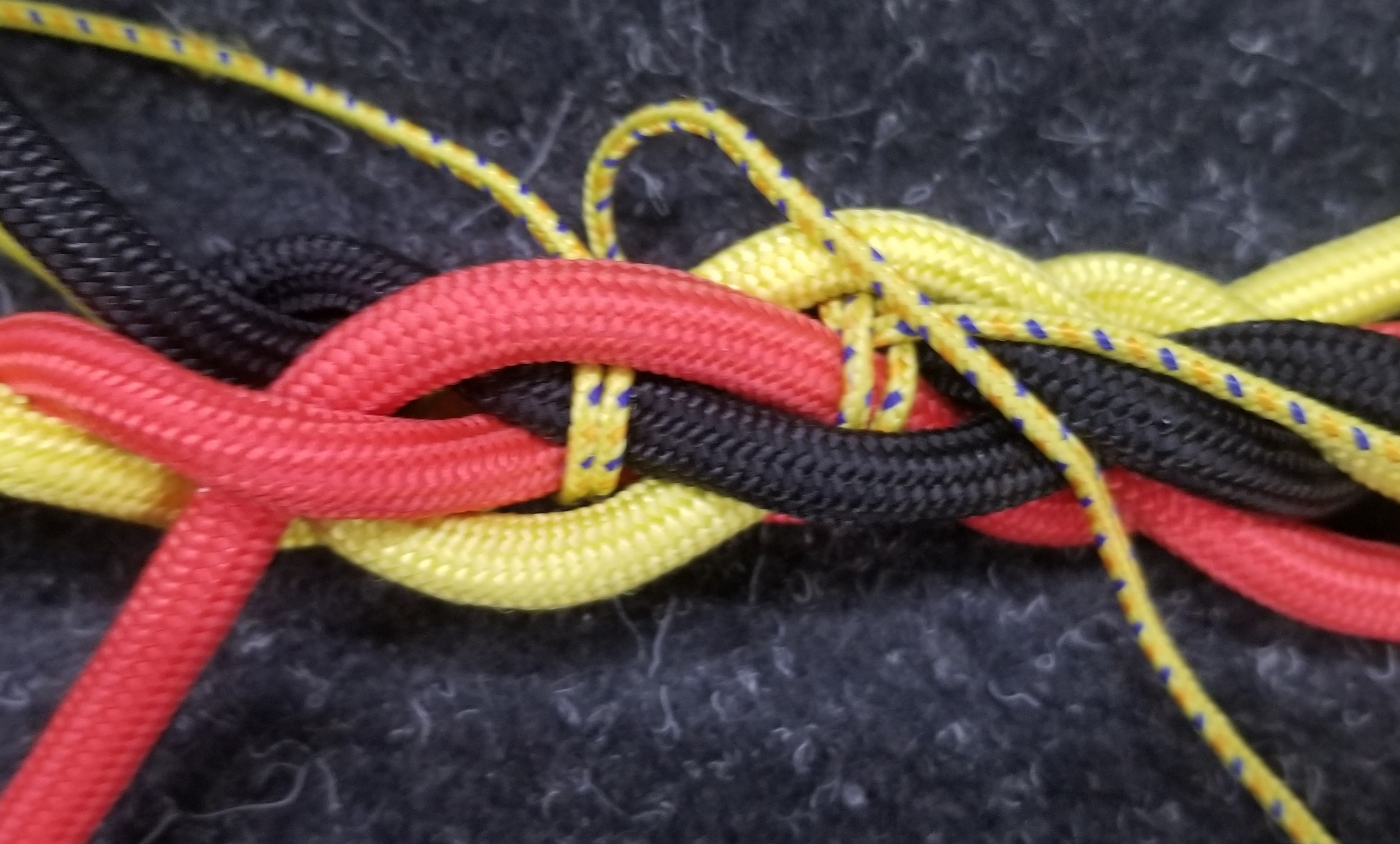
Und mit dem roten Kardeel über schwarz und unter rot.
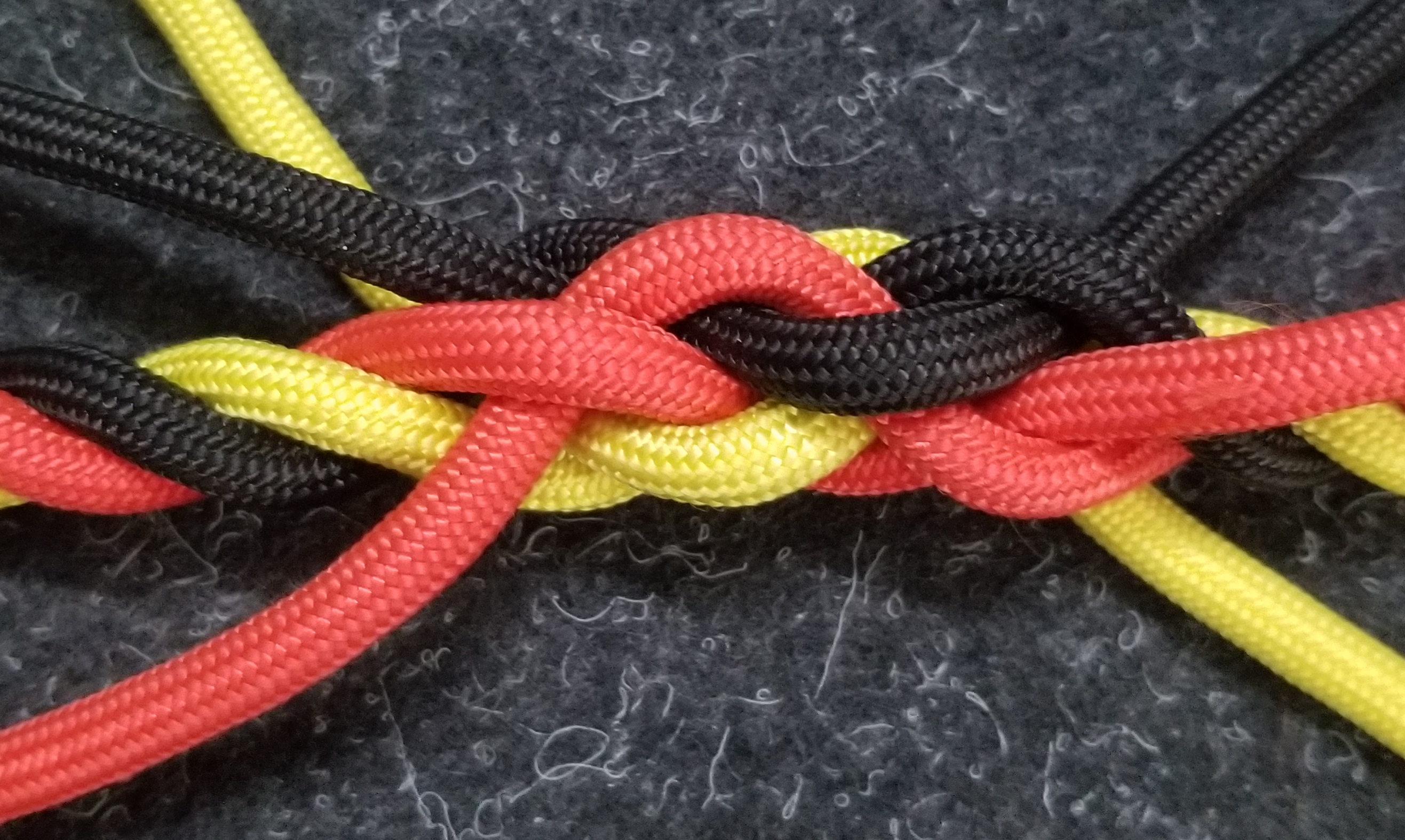
Die Sicherung mit dem Garn kann jetzt entfernt werden und die Kardeele müssen  jetzt sorgfältig festgezogen werden.
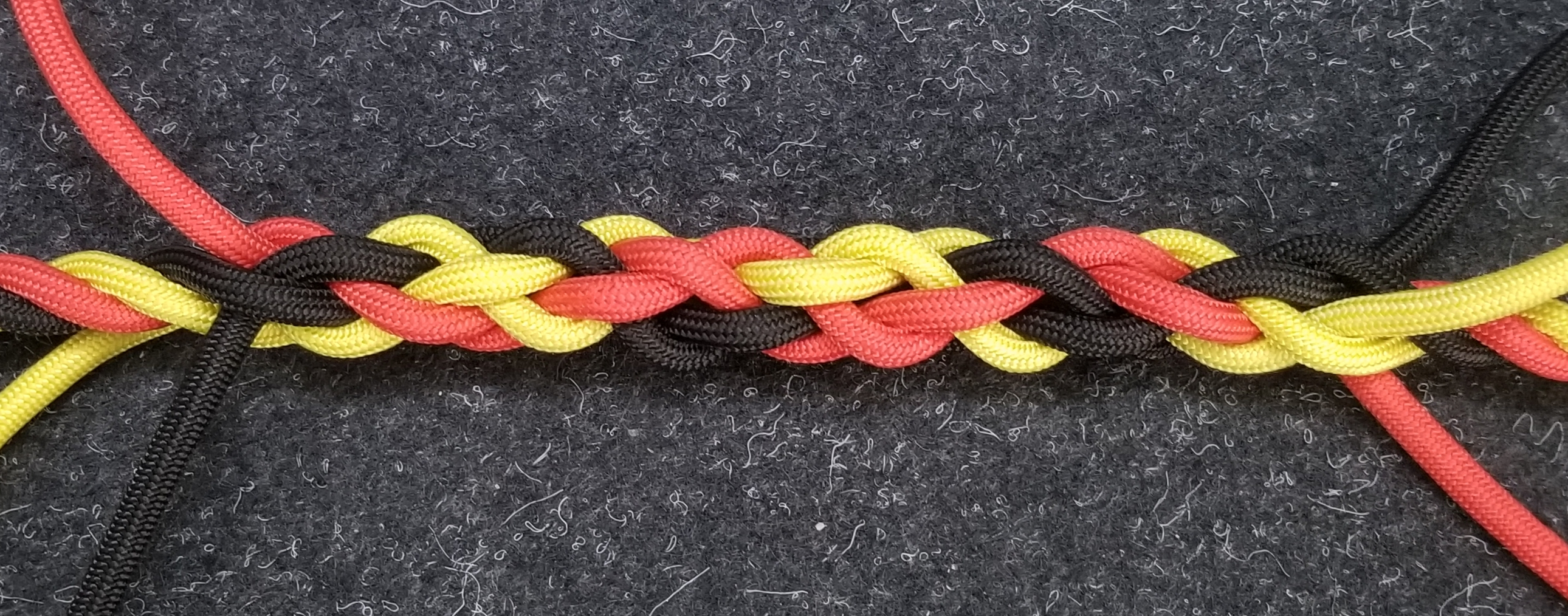
Dies wird jetzt auf beiden Seiten mehrmals wiederholt. Bei Tauwerk aus Naturfaser dreimal, bei glattem und lehnigem Kunststofftauwerk fünfmal.
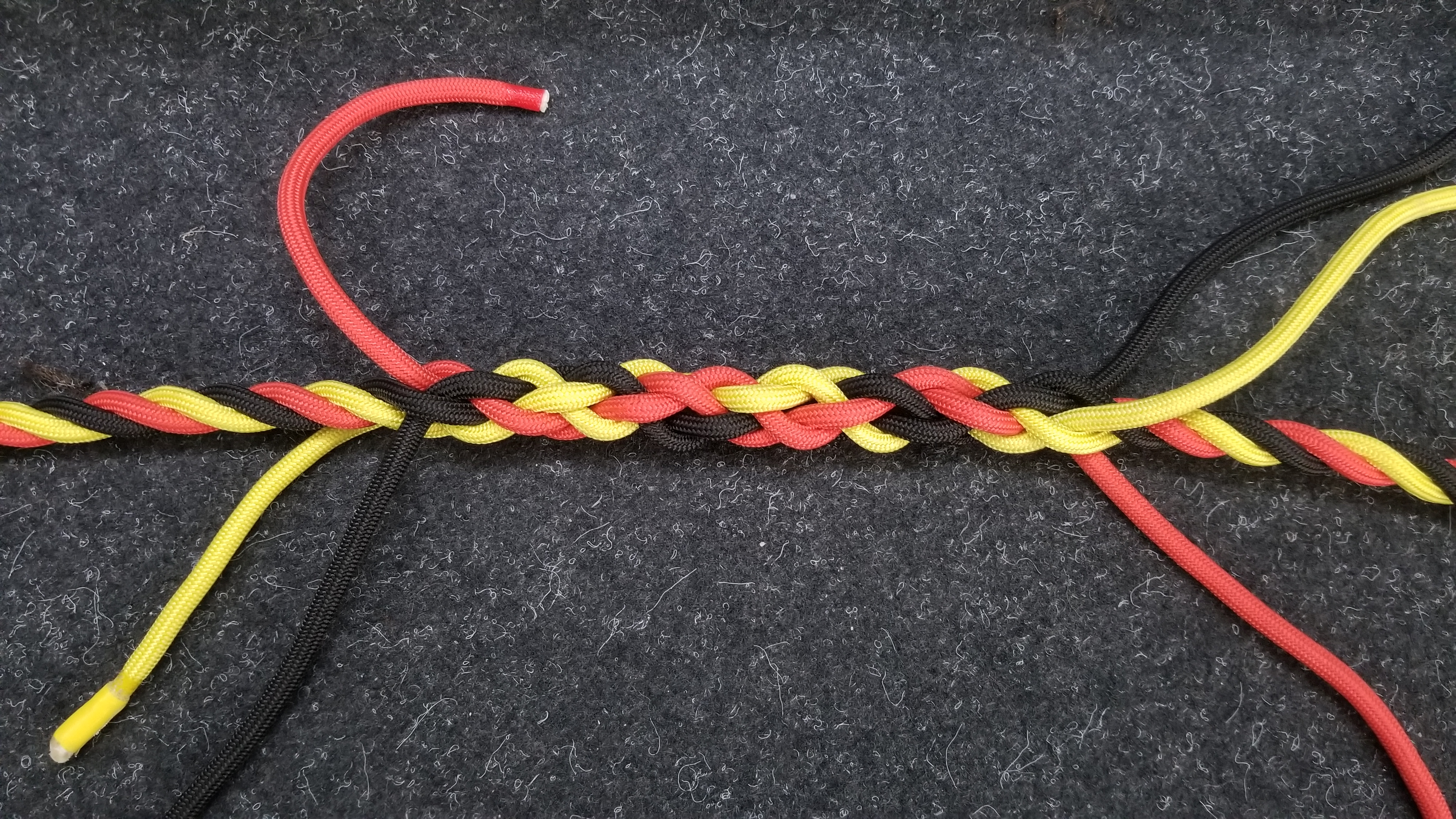
Der Kurzspleiß ist fertig. Die Kardeele werden (vorwiegend in der traditionellen Seefahrt) anschließend entweder verjüngt und in das Seil eingespleißt oder mit einem Takling zur Erhöhung der Standzeit gesichert – bei Kunststoff jedoch meist nur noch mit einem Hitzeschneider verkürzt verschmolzen.

## Alternativen

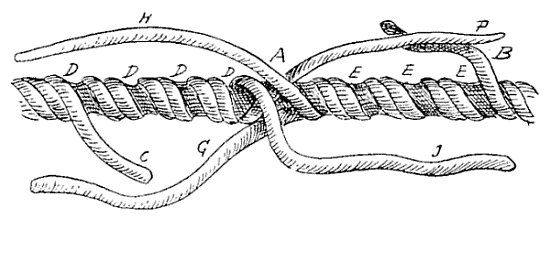
Langspleiß

- Der Langspleiß dient wie der Kurzspleiß zum Verbinden von zwei geschlagenen Seilen. Gegenüber dem Kurzspleiß hat er den Vorteil, dass keine nennenswerte Verdickung im Seil auftritt. Allerdings gilt der Langspleiß in der (Berufs-)Schifffahrt heute nicht mehr als sichere Verbindung, von seiner Verwendung wird daher abgeraten. Dies gilt allerdings nicht für „endlose“ Förderseile oder Zugseile von Luftseilbahnen oder Schleppliften.[3]
- Bei Notreparaturen können Wantknoten (Mehr-Strang-Verbindungsknoten) verwendet werden. Sie sind schneller als ein Spleiß gebunden und brauchen auch weniger Material. Sie sind heute allerdings nicht mehr gebräuchlich.[4]